# Abadia (patronyme)
Pour les articles homonymes, voir Abadia.
Cette page présente le nom de famille Abadia ainsi que ses variantes.
Abadia ou Abadía (avec un accent sur le i) est un nom de famille français. On trouve notamment les variantes Abadie, Abbadie et Badia.

## Occurrence
Le nom de famille "Abadia" est très rare. Plus de 380 personnes sont nées en France depuis 1890, dans 46 départements.

## Étymologie
Abadia, Badia ou encore Badias viennent du latin abbatia, qui signifie abbaye ou monastère régi par un abbé. Abadia signifie donc un monastère régi par un abbé. Il peut être d'origine basque dont l'origine étymologique du mot est Abadia et qui signifie « endroit du culte ». On peut penser que les personnes portant ce nom étaient des laïcs travaillant pour une abbaye, ou encore des gens habitant à proximité d'une abbaye. Le nom peut aussi désigner un villageois qui avait une abbaye comme seigneur. Par ailleurs, Abadia est très fréquent en Gascogne, l'abadia y était la demeure de l'abbé laïc, en général un imposant bâtiment situé le plus souvent près de l'église,. Également dans le Béarn, si les possesseurs d'une église ou fraction d'église portaient le plus souvent le nom du village où se trouvait cette église, ils pouvaient aussi parfois faire précéder de abadia le nom de ce village ou s'intituler abbas, sans qu'il faille les confondre avec l'abbé d'un monastère.
On remarque que cette étymologie est la même pour certains toponymes, comme c'est souvent le cas en onomastique. On trouve en effet : 
- Abadía, une commune de la province de Cáceres ;
- Abadia de Montserrat, une abbaye bénédictine autonome située sur le massif montagneux de Montserrat en Catalogne.

## Variantes
Il existe de nombreuses variantes, on peut notamment citer : 

### Variantes ayant la même étymologie
- Abadie
- Abbadie
- Badia, qui vient de Abadia[8].

### Autres variantes
- Obadia
- Abdia
- Aobadia
- Aubadia
- Obdia
- Roubadia
- Obedia